# Henry Charles Petty-Fitzmaurice, 5. markýz z Lansdowne
Henry Charles Petty-Fitzmaurice, 5. markýz z Lansdowne (Henry Charles Petty-Fitzmaurice, 5th Marquess of Lansdowne, 6th Earl of Shelburne, 5th Earl Wycombe, 6th Viscount Fitzmaurice, 5th Viscount Calne and Calston, 8th Lord Nairne, 26th Lord of Kerry) (14. ledna 1845, Londýn, Anglie – 3. června 1927, Clonmel, Irsko) byl britský státník ze starobylého šlechtického rodu Petty-Fitzmaurice. Půlstoletí patřil k významným osobnostem britské politiky, během své kariéry zastával funkce generálního guvernéra v Kanadě a místokrále v Indii, byl též britským ministrem války a zahraničí, krátce i předsedou Sněmovny lordů. Získal Podvazkový řád.

## Kariéra
Narodil se v Londýně jako jediný syn Henryho Petty-Fitzmaurice, 4. markýze z Lansdowne (1816–1866) a jeho manželky Emily, rozené Flahault (1819–1895). Studoval v Etonu a na univerzitě v Oxfordu, po otci zdědil v roce 1866 rodové tituly a stal se členem Sněmovny lordů. Krátce nato začal zastávat nižší funkce ve vládní administraci a v liberálních kabinetech byl lordem pokladu (1868–1873), státním podsekretářem války (1873–1874) a státním podsekretářem pro Indii (1880). V roce 1880 se dostal do sporu s premiérem Gladstonem a od liberálů přešel ke konzervativcům, což mu naopak pomohlo v další kariéře. Jako znalec poměrů v koloniích se stal generálním guvernérem v Kanadě (1883–1888). Funkci přebíral v době tzv. pacifického skandálu, politickou stabilitu později narušilo také Rielovo povstání (1885). Pacifický skandál byl příčinou hospodářské krize, ale Lansdowne prosadil dokončení Pacifické dráhy, před dokončením železnice sám procestoval Kanadu na koni. Kanadu opustil k 1. květnu 1888 a v prosinci téhož roku odjel jako místokrál do Indie (1888-1894). V Indii se zasloužil o reformu armády a místní správy, jeho politika však zhoršila napětí mezi hinduisty a muslimy.
Jako stoupenec liberálních unionistů byl v další konzervativní vládě jmenován státním sekretářem války (1895–1900), v této funkci musel později čelit kritice kvůli nepřipravenosti britské armády v búrské válce. V letech 1900–1905 byl státním sekretářem zahraničí, v této funkci uzavřel britsko-japonské spojenectví (1902) a Srdečnou dohodu (1904), která byla pilířem britsko–francouzské aliance v pozdější době za první světové války. V letech 1903–1905 byl předsedou Sněmovny lordů a po vítězství liberálů až do roku 1910 mluvčím konzervativní opozice ve Sněmovně lordů. Naposledy se jako člen vlády uplatnil ve válečném koaličním kabinetu jako státní sekretář bez portfeje (1915–1916). Jeho veřejné působení ukončil tzv. Lansdownův dopis z roku 1917, v němž navrhoval poválečné uspořádání Evropy, jeho názory byly ale v rozporu s vládní politikou. Již předtím byl mladší generací kritizován pro přežité politické názory a od roku 1920 žil v ústraní.

## Veřejná činnost a rodina
Díky působení 5. markýze z Lansdowne v koloniích nese jeho řada zeměpisných lokalit, budov a škol v Indii a Kanadě. Získal čestné doktoráty na dvou univerzitách v Kanadě, dále též v Oxfordu a Leedsu. V roce 1894 získal Podvazkový řád, jako ministr získal v roce 1895 členství v Tajné radě. V letech 1896–1920 zastával čestný post lorda-místodržitele v hrabství Wiltshire, kde vlastnil rozsáhlé pozemky s hlavním rodovým sídlem Boowood House. Kromě toho vlastnil také majetek v Irsku (Derreen House). V době jeho úmrtí měl rodový majetek hodnotu přibližně 1 250 000 liber.
Od roku 1869 byl ženatý s Maud Evelyn Hamiltonovou (1850–1932), dcerou 1. vévody z Abercornu. Dědicem titulů byl starší syn Henry William (1872–1936), mladší syn Charles George (1874–1914) padl jako důstojník za první světové války. Dcera Evelyn (1870–1960) byla manželkou 9. vévody z Devonshire, druhá dcera Beatrix (1877–1953) se provdala nejprve za 6. markýze z Waterfordu a po ovdovění se stala druhou manželkou 12. vévody ze St. Albans.